# När Kristus Guds den högstes Son
När Kristus Guds den högstes Son är en svensk psalm av Jesper Swedberg.

## Publicerad i
- Göteborgspsalmboken under rubriken "Om then helge Anda".[2]
- Den svenska psalmboken 1694 som nummer 214 under rubriken "Pingesdaga Högtid. Om then Helga Anda".
- 1695 års psalmbok som nummer 185 under rubriken "Pingesdaga Högtijd - Om then Helga Anda".[1]